# Copa da Ásia de Futebol Feminino de 1997
A Copa da Ásia de Futebol Feminino de 1997 foi uma competição organizada pela Confederação Asiática de Futebol (AFC) entre 5 e 14 de Dezembro. Sendo a 11ª edição do torneio.

## Selecções qualificadas
| - Japão - Índia - Hong Kong - Guam | - China - Coreia do Norte - Uzbequistão - Filipinas | - Taipé Chinês - Coreia do Sul - Cazaquistão |

## Formato do torneio
As onze equipas qualificadas foram divididas em 3 grupos (dois de 4 equipas, e um de 3 equipas). Para as fases finais passavam as vencedores de cada um dos grupos e a melhor segundo classificada.
As três melhores selecções ficaram automaticamente qualificadas para a Copa do Mundo de Futebol Feminino de 1999.

## Fase de grupos

### Grupo A
| Selecção  | J | V | E | D | GM | GS | Pts |
| --------- | - | - | - | - | -- | -- | --- |
| Japão     | 3 | 3 | 0 | 0 | 31 | 0  | 9   |
| Índia     | 3 | 2 | 0 | 1 | 13 | 1  | 6   |
| Hong Kong | 3 | 1 | 0 | 2 | 1  | 12 | 3   |
| Guam      | 3 | 0 | 0 | 3 | 0  | 32 | 0   |

| 5 de Dezembro de 1997 | Índia | 3 – 0 | Hong Kong |  |
|                       |       |       |           |  |

| 5 de Dezembro de 1997 | Japão | 21 – 0 | Guam |  |
|                       |       |        |      |  |

| 7 de Dezembro de 1997 | Hong Kong | 1 – 0 | Guam |  |
|                       |           |       |      |  |

| 7 de Dezembro de 1997 | Japão | 1 – 0 | Índia |  |
|                       |       |       |       |  |

| 9 de Dezembro de 1997 | Japão | 9 – 0 | Hong Kong |  |
|                       |       |       |           |  |

| 9 de Dezembro de 1997 | Índia | 10 – 0 | Guam |  |
|                       |       |        |      |  |

### Grupo B
| Selecção        | J | V | E | D | GM | GS | Pts |
| --------------- | - | - | - | - | -- | -- | --- |
| China           | 3 | 3 | 0 | 0 | 27 | 1  | 9   |
| Coreia do Norte | 3 | 2 | 0 | 1 | 23 | 4  | 6   |
| Uzbequistão     | 3 | 1 | 0 | 2 | 2  | 17 | 3   |
| Filipinas       | 3 | 0 | 0 | 3 | 2  | 32 | 0   |

| 5 de Dezembro de 1997 | China | 3 – 1 | Coreia do Norte |  |
|                       |       |       |                 |  |

| 5 de Dezembro de 1997 | Uzbequistão | 2 – 1 | Filipinas |  |
|                       |             |       |           |  |

| 7 de Dezembro de 1997 | China | 8 – 0 | Uzbequistão |  |
|                       |       |       |             |  |

| 7 de Dezembro de 1997 | Coreia do Norte | 14 – 1 | Filipinas |  |
|                       |                 |        |           |  |

| 9 de Dezembro de 1997 | China | 16 – 0 | Filipinas |  |
|                       |       |        |           |  |

| 9 de Dezembro de 1997 | Coreia do Norte | 8 – 0 | Uzbequistão |  |
|                       |                 |       |             |  |

### Grupo C
| Selecção      | J | V | E | D | GM | GS | Pts |
| ------------- | - | - | - | - | -- | -- | --- |
| Taipé Chinês  | 2 | 2 | 0 | 0 | 7  | 0  | 6   |
| Coreia do Sul | 2 | 1 | 0 | 1 | 11 | 1  | 3   |
| Cazaquistão   | 2 | 0 | 0 | 2 | 0  | 17 | 0   |

| 5 de Dezembro de 1997 | Taipé Chinês | 1 – 0 | Coreia do Sul |  |
|                       |              |       |               |  |

| 7 de Dezembro de 1997 | Coreia do Sul | 11 – 0 | Cazaquistão |  |
|                       |               |        |             |  |

| 9 de Dezembro de 1997 | Taipé Chinês | 6 – 0 | Cazaquistão |  |
|                       |              |       |             |  |

## Fases finais
|  | Semifinais      | Semifinais      |   |                | Final          | Final |  |
|  |                 |                 |   |                |                |       |  |
|  | 12 de Dezembro  |                 |   |                |                |       |  |
|  | Coreia do Norte | 1               |   |                |                |       |  |
|  | Japão           | 0               |   |                |                |       |  |
|  |                 |                 |   |                |                |       |  |
|  |                 |                 |   |                | 14 de Dezembro |       |  |
|  |                 |                 |   |                | China          | 2     |  |
|  |                 | Coreia do Norte | 0 |                |                |       |  |
|  |                 |                 |   |                |                |       |  |
|  |                 |                 |   |                |                |       |  |
|  |                 |                 |   |                | Terceiro lugar |       |  |
|  | 12 de Dezembro  | 12 de Dezembro  |   | 14 de Dezembro | 14 de Dezembro |       |  |
|  | China           | 10              |   | Japão          | 2              |       |  |
|  | Taipé Chinês    | 0               |   |                | Taipé Chinês   | 0     |  |

### Semi-finais
| 12 de Dezembro de 1997 | Coreia do Norte | 1 – 0 | Japão |  |
|                        |                 |       |       |  |

| 12 de Dezembro de 1997 | China | 10 – 0 | Taipé Chinês |  |
|                        |       |        |              |  |

### Terceiro lugar
| 14 de Dezembro de 1997 | Japão | 2 – 0 | Taipé Chinês |  |
|                        |       |       |              |  |

### Final
| 14 de Dezembro de 1997 | China | 2 – 0 | Coreia do Norte |  |
|                        |       |       |                 |  |

## Premiações

### Campeãs
| Copa da Ásia de Futebol Feminino 1997 |
| ------------------------------------- |
| CHINA Campeãs (6º título)             |